# Wenzelsadler

Flammenadler

Der Wenzelsadler, eigentlich Sankt Wenzelsadler, ist in der Heraldik eine Gemeine Figur und ein Wappentier mit eigenem Namen. Diese Gestalt eines Adlers ist nur in der Heraldik und Siegelkunde der Region Mittelböhmens und im Trentino zu finden.
Der Wenzelsadler gilt als Symbol von Wenzel von Böhmen, dem Schutzpatron Böhmens. Wenzel, böhmischer Fürst aus dem herrschenden Geschlecht der Přemysliden in der ersten Hälfte des 10. Jahrhunderts, wurde nach seinem Märtyrertod heiliggesprochen. Sein eigener Bruder Boleslav I. ermordete ihn.
Es wird angenommen, dass im Wappen Wenzels von Böhmen ein schwarzer Adler mit goldenen Waffen in einem silbernen Feld abgebildet war. Silberne Federn an den Flügeln und roten Flammen geben dem Adler seinen zweiten Namen: Flammenadler. Andere Quellen sprechen vom ältesten Wappentier und beschreiben den schwarzen Adler in Silber mit goldenen Flammen bestreut, goldbewehrt und goldene Kleestängel über der Brust. Die Flügel waren wahrscheinlich nicht in üblicher Weise bemalt. Stattdessen waren goldene, klingende Metallplättchen an den Flügeln befestigt (besteckt).
Ein Siegel von König Přemysl Otakar aus dem Jahr 1192 zeigt ein Adlerweibchen. Aus dem Siegel geht die Farbe des Adlers nicht hervor. Vermutet wird ein schwarzer Adler auf silbernen Feld.
Privilegien des Marktrechtes erneuerte Kaiser Rudolf II. am 16. August 1591, ebenso wie auch König Ladislaus schon 1457, sowie andere 1787. Die benutzten Siegel zeigten einen gekrönten halben Adler über einer großen Initiale „W“. Dazu die Umschrift in Großbuchstaben „+ SIGILLVM . OPPIDI . RAWSENBUC. ANNO DOMINI: 1591“. Das Ovalsiegel wies einen Durchmesser von 32 × 30 mm auf. Die Urkunde zum Marktwappen vom August 1591 enthält die Beschreibung von Rausenbruck. Danach führt der Ort einen von Silber in Rot geteilten Schild, darin oben wachsend ein gekrönter und golden bewehrter Adler mit roter Zunge, unten die goldene „W“.
Der Wenzeladler ist mit großer Wahrscheinlichkeit durch die Marktgemeindestempel des 19. und des 20. Jahrhunderts irrtümlich als Mährischer Adler gedeutet worden. Dieser wurde aus dem Siegel falsch interpretiert und entsprechend geschacht. Aus dem im oberen Schildteil wachsenden Adler wurde ein schildfüllender. Das den Wenzeladler kennzeichnende „W“ aus dem unteren Schildteil rückte dem nur noch als kleines „w“-Anhängsel zwischen den Schwanzfedern. Nach dem Ersten Weltkrieg bis 1938 verwendete zweisprachige Stempel waren genauso ausgeführt.
Přemysl Otakar II., Markgraf von Mähren, hatte in der ersten Hälfte des 13. Jahrhunderts bereits den doppelschwänzigen Löwe im Wappen der Dynastie und den Wenzelsadler als Landeszeichen benutzt. In einer Schlacht 1142 gegen den mährischen Fürsten Konrad hatten die Reichsfürsten den Wenzeladler auf ihren Wimpeln.
Im Trient, wo das Wappen von Fürstbischof Nikolaus Abrein (1338–1347) eingeführt wurde, überlagert diese Form wohl den älteren Tiroler Adler (rot mit goldenen Flügelspangen in Silber), der schon 1205 (farblich 1271/1286) nachgewiesen ist.

## Beispiele

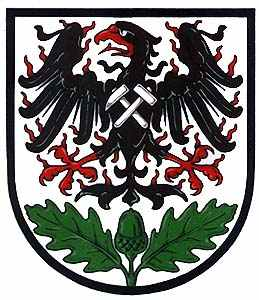
Stochov
Trentino (aktuell)
Trentino-Südtirol
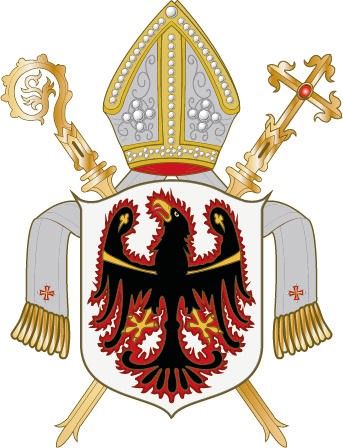
Erzbistum Trient
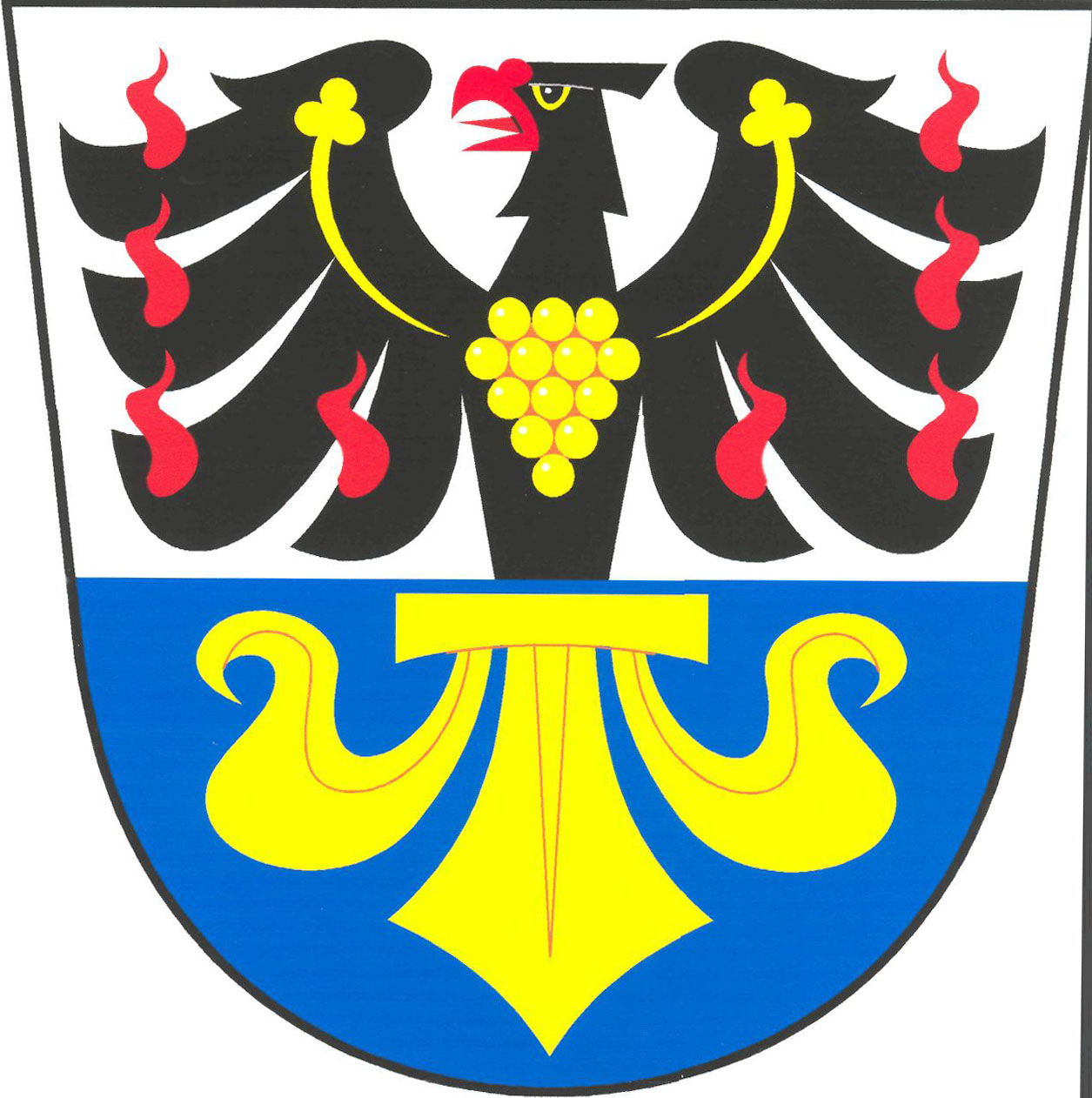
Dřetovice
Wappen Mittelböhmen
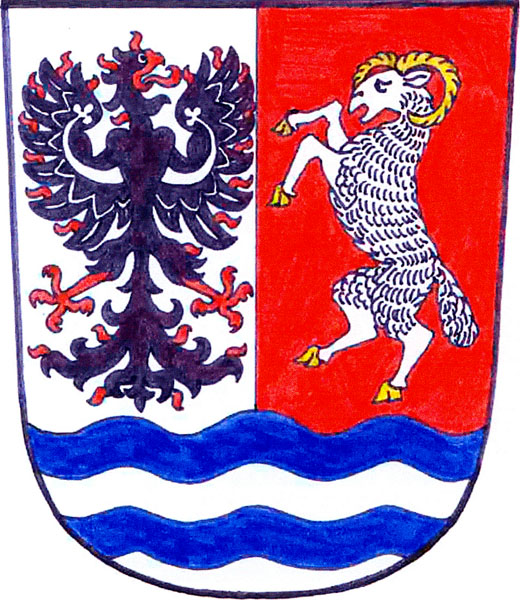
Ždírec (okres Plzeň-jih)